# Covelas (Póvoa de Lanhoso)
Covelas ist eine Gemeinde im Norden Portugals.
Covelas gehört zum Kreis Póvoa de Lanhoso im Distrikt Braga, besitzt eine Fläche von 2,9 km² und hat 406 Einwohner (Stand 19. April 2021). 